# محوطه و تپه کل گنجی
محوطه و تپه کل گنجی مربوط به دوران‌های تاریخی پس از اسلام است و در شهرستان سلسله، ۸۰ متری غرب تپه پشت مله کل گنجی واقع شده و این اثر در تاریخ ۱۸ اردیبهشت ۱۳۸۰ با شمارهٔ ثبت ۳۷۵۸ به‌عنوان یکی از آثار ملی ایران به ثبت رسیده است.